# Stefan Medina
John Stefan Medina Ramírez, né le 14 juin 1992 à Envigado, est un footballeur international colombien, qui évolue au poste de défenseur central et latéral au CF Monterrey.

## Biographie
Blessé, il ne peut participer à la coupe du monde en 2014 avec l'équipe de Colombie.
Son style de jeu et ses caractéristiques physiques amènent à le désigner par les journalistes comme « l'héritier d'Andrés Escobar ».

## Carrière de joueur

### Clubs
- 2010-2014 : Atlético Nacional
- depuis 2014: Monterrey 
  - jan. 2016-2017 : CF Pachuca  (prêt)

## Palmarès
- Ligue des champions de la CONCACAF 2016-2017
- Ligue des champions de la CONCACAF 2021